# Warcraft III: Reign of Chaos

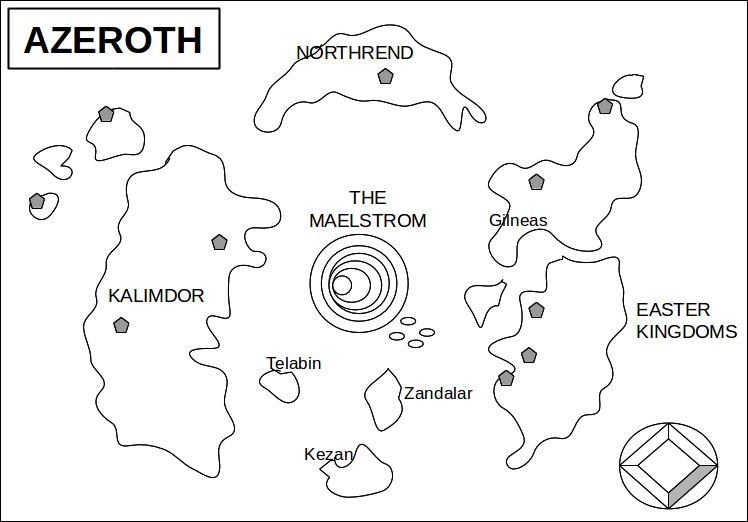
Easter kingdoms

Warcraft III: Reign of Chaos es un videojuego de estrategia en tiempo real creado por Blizzard Entertainment y es la tercera parte de la serie Warcraft. Además de continuar la historia del mundo épico medieval de Warcraft se distingue de sus predecesores por incorporar dos importantes cambios: el paso a los gráficos 3D y la aparición de dos nuevas razas.
El juego consiste básicamente en administrar los recursos disponibles (oro, madera y alimento) para producir unidades militares y desarrollar un ejército que dirigir en contra de los oponentes hasta destruir todos sus edificios. El juego provee varias estrategias de ataque o defensa, y se ejecutan las tácticas de combate y producción a partir de cuatro diferentes tipos de civilizaciones, llamadas «razas», que protagonizan el juego: humanos, orcos, elfos nocturnos y muertos vivientes. Cada una de estas razas es comandada a su vez por tres clases de héroes que encabezan y apoyan significativamente las batallas ante sus adversarios. Uno de los elementos innovadores del juego son estas unidades tipo héroe, capaces de crecer considerablemente en poder y tomar ítems distribuidos en los escenarios.
El CD del juego también se incluye un editor de mapas que permite crear nuevos mapas, unidades, estilos de juego, etc. La herramienta permite la creación de mapas ilimitados permitiendo a los jugadores modificar cada aspecto manipulado por los propios diseñadores de Warcraft III.
En julio de 2003 Blizzard sacó a la venta la expansión Warcraft III: The Frozen Throne, que continúa la historia e introduce nuevos tipos de unidades y estrategias.

## Sinopsis

### Ambientación
Warcraft III toma lugar en el mundo ficticio de Azeroth. Varios años antes de los eventos de los juegos, un ejército demoníaco conocido como la Legión Ardiente intentó destruir Azeroth con la raza conocida como los orcos, y los enviaron a través de un portal para atacar Azeroth. Luego de varios años de lucha, los orcos fueron derrotados por una coalición de humanos, enanos y elfos conocidos como la Alianza; los combatientes sobrevivientes fueron conducidos a campos de internamiento, en los que parecía que perderían su lujuria para la batalla. Sin un enemigo común, continuó un período de paz, pero la Alianza comenzó a fracturarse. Los acontecimientos de Warcraft III se producen después de Warcraft II. Este período fue originalmente destinado a ser documentado en Warcraft Adventures: Lord of the Clans, pero ese juego fue cancelado en mitad del desarrollo.

### Trama
La trama del juego es contada toda a través de escenas cinemáticas, con información adicional que se puede encontrar en el manual de Warcraft III. La campaña en sí se divide en cinco secciones, con la primera actuación como un tutorial de tan solo dos escenarios, y los demás contando la historia desde el punto de vista de los humanos de Lordaeron, el Azote de los Muertos Vivientes, los Orcos y los Elfos Nocturnos, en ese orden.
El juego comienza con el líder de los Orcos, Thrall, despertando de una pesadilla que le advertía del regreso de la Legión de Fuego. Después de un breve encuentro con un hombre, que dice "haber perdido su humanidad hace mucho tiempo". Él es conocido solo como "el Profeta" y, temiendo que su sueño sea más una visión que una pesadilla, dirige sus fuerzas en un éxodo de Lordaeron a las tierras olvidadas de Kalimdor.
Mientras tanto, el Paladín y príncipe de Lordaeron, Arthas, defiende la aldea de Strahnbrad de Orcos endemoniados. Él encanta su martillo de guerra al asesinar a Searinox, el dragón negro, y uno de los mejores señores de la guerra del rey Deathwing. A continuación, se une a la Archimaga Jaina Proudmoore, quien le ayuda a investigar una  plaga que se está propagando rápidamente, que convierte a las víctimas humanas en muertos vivientes. Arthas mata al autor de la plaga, Kel'Thuzad, y luego purga a los infectados de la ciudad de Stratholme. Jaina y Uther, negándose a cometer tal acto, ni aunque sea verlo, se retiran de lugar. El Profeta previamente trató de convencer a otros líderes humanos de huir al oeste, y le pide a Jaina que vaya a Kalimdor. Arthas persigue al Señor del Terror, Mal'Ganis, quien era el líder después de Kel'Thuzad, al continente helado de Northrend, donde ayuda a su viejo amigo, Muradin Bronzebeard, a encontrar una poderosa espada llamada Frostmourne. Mientras tanto, Arthas comienza a perder su cordura, quemando sus naves para evitar que sus hombres se retiren, aun cuando les dan la orden de dejar el lugar. Afortunadamente, Arthas y Muradin encuentran a Frostmourne. Muradin, sin embargo, se entera de que la espada está maldita. Arthas hace caso omiso de la advertencia, y ofrece su alma para ganar la espada. De este modo, Muradin es golpeado por un fragmento de hielo cuando Frostmourne es liberada y muere, presumiblemente. Arthas supuestamente mata a Mal'Ganis, y abandona a sus hombres en el norte helado mientras su alma es robada por la hoja, que se reveló más tarde que fue forjada por el Rey Lich. Algún tiempo después, Arthas vuelve a Lordaeron y mata a su padre, el rey Terenas. 
Ahora convertido en un Caballero de la Muerte, Arthas se reúne con el líder de los Señores del Terror, Tichondrius, quien le asigna una serie de "pruebas". Arthas primero exhuma los restos de Kel'Thuzad y los contiene en una urna mágica de las cenizas de su padre, que estaba protegida por Uther. Arthas lo mata también, y entonces se dirige a Quel'Thalas, reino de los altos elfos. A continuación, más adelante ataca las puertas y destruye su capital, Silvermoon. Él mata a Sylvanas Windrunner, General Protectora de Silvermoon (solo para resucitarla como una banshee), corrompe su sagrada Fuente del Sol y revive a Kel'Thuzad como Lich. El Lich le informa de la Legión de Fuego, un vasto ejército demoníaco que viene a consumir el mundo. El verdadero maestro de Kel'Thuzad es el Rey Lich, que fue creado para ayudar a la Legión con su Plaga de los Muertos Vivientes, pero la verdad es que desea que la Legión sea destruida. Arthas y Kel'Thuzad abren un portal dimensional y convocan al demonio Archimonde y la Legión de Fuego, que inicia su purga de Lordaeron al destruir Dalaran. Arthas y Kel'Thuzad son dejados de lado por Archimonde, y Kel'Thuzad revela a Arthas que el Rey Lich ya lo había previsto y tiene la intención de derrocar a la Legión de Fuego.
Thrall llega a Kalimdor, y conoce a Cairne Bloodhoof y a los tauren, y se enfrentan a una expedición humana para encontrar un Oráculo. Mientras tanto, el clan Warsong es dejado atrás en Ashenvale para construir un asentamiento permanente, pero enfurece a los elfos nocturnos y a su semidiós Cenarius por talar los bosques para conseguir recursos. Para derrotarlos, el líder del clan Warsong, Grom Hellscream, bebe de una corrompida fuente de salud contaminada con la sangre del señor del foso Comandante de la Legión, Mannoroth, matando exitosamente a Cenarius, pero uniendo a su clan al control de la Legión. Thrall se las arregla para llegar hasta el Oráculo, que en realidad es el Profeta, quien le habla de lo que ha hecho Grom. Siguiendo las instrucciones del Profeta, Thrall y Jaina unen sus fuerzas para purgar a Grom y al mundo de la influencia demoníaca. Ellos capturan exitosamente a Grom y lo curan de la corrupción de Mannoroth. Thrall y Grom comienzan a cazar a Mannoroth y Grom logra matarlo a cambio cae abatido por el fuego que emite Mannoroth al morir, con la muerte del demonio se liberan a los orcos del control demoníaco al fin.
Tyrande Whisperwind, líder de los elfos nocturnos, se siente ultrajada al descubrir que los humanos y los orcos violaron los bosques, por lo que inicialmente se compromete a destruirlos. Sin embargo, pronto descubre que la Legión de Fuego ha llegado a Kalimdor. Con el fin de oponerse a la Legión, Tyrande despierta a los druidas durmientes de los elfos, comenzando con su amado, Malfurion Stormrage, y libera a su hermano Illidan Stormrage de la cárcel. Illidan encuentra a Arthas, quien le habla de la poderosa "Calavera de Gul'dan". Consumiendo la Calavera y convirtiéndose en un elfo-demonio, Illidan utiliza su poder para matar a Tichondrius. Sin embargo, es desterrado del bosque por su hermano por ser en parte demonio. Mientras tanto, el Profeta cita a Thrall, Jaina, Tyrande y Malfurion, y revela que solía ser Medivh, el Último Guardián y el traidor de Warcraft: Orcs & Humans, para horror de Tyrande. Los humanos, los orcos y los elfos nocturnos forman una alianza para levantar una trampa sobre la Legión de Fuego, Archimonde al final de la batalla logra llegar hasta su objetivo que era el poder el Árbol de la Vida de los elfos nocturnos, donde Malfurion toca el cuerno para llamar a los Wisp, los cuales destruyen a Archimonde. La paz una vez más llega a Kalimdor mientras que las fuerzas de la Legión de Fuego se extinguen derrotadas.

## Razas jugables
La Alianza/Renegados: fue creada por los humanos, altos elfos y enanos para enfrentarse a los orcos. Sus héroes son:
- Paladín: guerrero sagrado, antiguamente eran sacerdotes de la Iglesia de la Luz Sagrada, pero, creyendo que su ayuda no era suficiente, Uther el Iluminado, decidió bendecir a los caballeros con luz sagrada, creando así a los primeros paladines de la Orden de la Mano de Plata, y su trabajo es destruir el mal en este mundo y proteger a todas las razas vivas de Azeroth. Son expertos en garantizar la supervivencia de sus aliados, y potentes enemigos de los muertos vivientes, El paladín puede aprender Luz Sagrada, un potente hechizo de sanación para mantener con vida a sus aliados o causar daño a muertos vivientes, Escudo Divino, que rodea al paladín volviéndote invulnerable durante un periodo de tiempo, Aura de Devoción, un aura que da armadura adicional a unidades cercanas, y su habilidad definitiva, Resurrección, que vuelve a la vida a 6 unidades aliadas para que vuelvan a luchar a tu lado.

- El Archimago: mago de Dalaran que puede tanto invocar elementales de agua como lanzar una lluvia de fragmentos de hielo, posee un aura que aumenta la regeneración de maná de tus unidades y puede, como habilidad especial, teletransportar a él y a 24 unidades cercanas a un edificio o unidad amiga.

- El Rey de la montaña: señor enano muy fuerte en combate .Puede lanzar un martillo a un enemigo, golpear el suelo aturdiendo y dañando a las unidades enemigas cercanas, y causar daño adicional con cada golpe. Su habilidad especial es convertirse en un poderoso Avatar.

Sus unidades son:
- Campesinos. Población humana dispuesta a obedecer las órdenes que se le ordenen. Pueden extraer oro de la mina, talar árboles, construir edificios y se pueden convertir en milicia mediante el ayuntamiento.

- Soldado Raso. Son campesinos que se han ofrecido voluntariamente para trabajar como soldados. Son muy útiles contra unidades a distancia debido a su habilidad especial, Defender. Cuando ya se ha avanzado lo suficiente suelen ser sustituidos por los Caballeros, que son una versión mejorada.

- Fusilero. Son francotiradores a distancia que causan un daño bastante bueno a los enemigos. Son débiles contra unidades cuerpo a cuerpo, por ello se les debe colocar en la fila de atrás.

- Caballero. Son la versión mejorada de los soldados. Resisten bastante, tienen un daño decente y, como van a caballo, van a una velocidad muy buena. La desventaja es que tardan en aparece y cuestan mucho dinero y madera.

- Sacerdote. Son los curanderos que permiten restablecer la vida de las unidades con baja vida, además poseen otros conjuros como Disipar Magia o Fuego interior.

- Hechicera. Son otra unidad de apoyo, se dedican a molestar al enemigo ralentizándolo o convirtiéndolos en oveja. También puede hacer invisible a una unidad seleccionada.

- Autogiro. Unidad voladora. Se utilizan para visualizar el terreno enemigo, también se les puede actualizar en el taller para que puedan usar misiles.

- Equipo Mortero. Se caracterizan por ser una unidad de destrucción masiva de edificios, ya que les hacen un daño devastador. Su desventaja es que si te pillan de cerca te pueden matar ya que son débiles.

- Tanque. Se caracterizan como el Equipo Mortero porque hacen un daño devastador a los edificios, así que se les suele llevar para destruir bases. La desventaja es que se les suele marcar como objetivo a éstos primero, así que hay que llevarlos muy atrás.

Los Muertos Vivientes: devastador ejército de muertos vivientes creado por los señores de la legión del fuego y puestos al servicio del Rey Lich para abrirles la puertas a los demonios de ésta. Sus héroes son:
- El Caballero de la Muerte: vástago de Ner´zhul. Un despiadado combatiente montado en el cadáver de un caballo. Son la némesis de los paladines, por lo que poseen el espiral de la muerte, el opuesto a la luz sagrada. También poseen un aura impía, que aumenta la velocidad de regeneración de las unidades aliadas cercanas, pueden recuperar puntos de impacto matando muertos vivientes y su habilidad especial es revivir cualquier unidad temporalmente a partir de sus cadáveres.

- El Lich: escalofriante espectro de hielo de cadavérico rostro, que utiliza sus devastadores poderes helados para cumplir la voluntad del Rey Lich. Posee el poder de atacar a los enemigos con una nova de hielo (frost nova), escudar a los aliados con el mismo helado material y sacrificar unidades para recargar maná. Su habilidad especial es el poder crear un área de peste que causa daño gradualmente a los enemigos mientras dura su efecto.

- El Señor del Terror: maléfica raza de demonios-vampiro de la legión del fuego, llamados también Nathrezim. Fueron enviados como avanzada por la legión del fuego para vigilar al rey Lich y comprobar que El Azote le abría buen camino a la legión. Eran en su misión dirigidos por Tichondrius, el más poderoso de ellos y sus demoníacos poderes les permiten lanzar nubes de murciélagos carroñeros para atacar a enemigos, adormecer a quien se le interponga, crear un aura vampírica que les permite las unidades aliadas regenerarse al causar daño y su mayor poder es liberar un devastador demonio llamado Infernal, que es inmune a cualquier ataque mágico.

Sus unidades son:
- Acólito
- Necrófago
- Demonio de la cripta
- Gárgola
- Nigromante
- Banshee
- Carro de despojos
- Abobinación
- Wyrm de hielo
- Sombra

La Horda de Elite/Renegado: originalmente formada por las fuerzas de los orcos, los cuales integraron otras razas como los trolls y los ogros. Nuevamente reunidos bajo el mando de Thrall, la alianza con los ogros ha desaparecido para ser remplazada con la de los poderosos tauren. Sus héroes son:
- El vidente: chamán orco que puede lanzar cadenas de relámpagos para dañar a los enemigos, ver áreas desconocidas, invocar lobos para combatir y su habilidad especial es causar un terremoto para dañar edificios y aturdir enemigos.

- El maestro de las espadas: rápido y efectivo campeón orco, dotado de una cimitarra, que posee los poderes de volverse invisible, teniendo una bonificación en el próximo ataque, crear ilusiones de sí mismo, dar un golpe crítico que causa dos, tres o incluso cuatro veces el daño normal y como habilidad especial, hacer un torbellino de espadas que causa un daño increíble a los enemigos cercanos además de volver al maestro de las espadas invulnerable a cualquier ataque mágico.

- El jefe Tauren: líder de una tribu de estos poderosos hombres-toro, tiene la habilidad de pisotón, que aturde a los enemigos que están a su alrededor, puede crear una onda expansiva que cauza daño en línea recta y posee un aura que aumenta la velocidad de ataque y movimiento de las unidades aliadas cercanas. Su habilidad especial consiste en volver a la vida cuando es muerto en combate.

Los Elfos nocturnos: consistentes de las guerreras de los elfos nocturnos, llamadas centinelas, junto con los árboles vivientes, o treants y otros habitantes del bosque, como las dríades (descendientes del semidiós Cenarius). En lugar de magia, la cual se prohibieron luego de que esta casi causara su destrucción, sus hechiceros manejan las artes druídicas, siendo Malfurion Stormrage su archidruida y líder. Sus héroes son:
- La sacerdotisa de la luna: sacerdotisa de la diosa de los elfos nocturnos, Elune. La más importante fue Tyrande Whisperwind. Posee los poderes de crear un búho explorador, bonificar sus flechas con fuego, un aura que beneficia a los guerreros que combatan a distancia y puede causar una devastadora lluvia de estrellas fugaces.

- El Guardián del bosque: son los hijos predilectos del semidiós Cenarius. Como sus hermanas menores, las dríades, los guardianes parecen ser mitad elfo nocturno mitad venado: Tienen enormes astas y crines de hojas que cubren su espalda y la mano derecha desfigurada y enroscada como las retorcidas zarpas de los treants. Los guardianes poseen muchos poderes como invocar treants de los árboles, crear raíces que inmovilicen a sus enemigos, y un aura que un porcentaje del daño causado por las unidades enemigas de combate a corta distancia. Su habilidad especial es hacer un área de tranquilidad que cura a las unidades aliadas.

- El Cazador de demonios: creados por el hermano de Malfurion, Illidan Stormrage, los cazadores de demonios se quitan los ojos ritualmente para de esta forma usar toda su magia contra los enemigos (metamorfosis). Llevan afiladas espadas en sus manos, pueden quemar maná enemigo, inmolar a los adversarios cercanos y evadir ataques enemigos. Su habilidad especial, es la de convertirse un poderoso semidemonio, que fue alcanzada por Illidan, tras absorber el poder de la calavera de Gul´dan.

## Modos de juego
Warcraft III cuenta con varios modos de juego y a continuación se describen brevemente los más importantes.

### Partida Personalizada
El modo de partida involucra diferentes variantes las cuales destacan 1v1, 2v2, 3v3, 4v4 en donde a cada jugador se le proporciona unos cuantos obreros, el edificio principal según cada raza y una cantidad limitada de recursos. El objetivo del juego es eliminar todas las estructuras del o los rivales. Puede jugarse un solo jugador contra otros controlados por el ordenador, o multijugadores conectados en LAN.

### Battle.net
También tiene la facultad de conectarse vía Internet al servicio Battle.net de Blizzard, en donde permite jugar partidas con jugadores conectados desde cualquier lugar del mundo. Cuenta con salas de chat, públicas y privadas para permitir a los usuarios comunicarse entre sí.
Existen 4 servidores distribuidos en diferentes regiones del mundo y llamados con nombres correspondientes a tierras o reinos del videojuego:
- Lordaeron - Portal en Oeste de Estados Unidos.
- Azeroth - Portal en Este de Estados Unidos.
- Northrend - Portal en Europa.
- Kalimdor - Portal en Asia.

## Expansiones

### Warcraft III: The Frozen Throne
En esta expansión se agregan dos razas nuevas: Los Elfos Sanguinarios y los Naga. Estas dos razas se manejan en la campaña de los Elfos Sanguinarios, que son los Altos Elfos y vienen a reemplazar la campaña de los humanos (salvo en la primera misión de la campaña, pues después de ella, el príncipe elfo Kael es dejado abandonado a su suerte por la Alianza de Lordaeron y su Mariscal Garithos. Luego, Kael, bajo la promesa de ser saciado tanto él como su gente de su sed de magia, se une a los Naga de Illidan, separándose definitivamente de los humanos). Se hacen llamar Elfos Sanguinarios en honor a sus camaradas caídos y a la destrucción de Quel'Thalas. Los Naga por su parte, son los servidores de Illidan, y vienen de las profundidades del mar. Si bien su aspecto es el de sirenas, tritones y bestias marinas, durante el juego se descubre que tienen relación ancestral con los elfos, tanto nocturnos como los Altos. Aunque esa relación no queda del todo clara, se presume que son los habitantes de una antigua ciudad elfa que se hundió bajo el mar hacía cientos de años, evolucionando sus habitantes en esas criaturas.  
En esta expansión, cada raza tiene un par de unidades más. Exactamente una unidad aérea más, y otra terrestre, equilibrando las razas. Cada raza posee un héroe nuevo, que al igual que en Reign of Chaos, tendrán un papel importante. También ofrece la posibilidad de usar 8 héroes neutrales. 
La historia es la continuación directa de Reign of Chaos. El juego se centra en Illidan, el elfo nocturno, desterrado por haber reclamado para sí el poder de la calavera de Gul'dan y convertirse en un semidemonio, y en Arthas, que se mantiene en las fuerzas de los muertos vivientes.

## Banda sonora
Varios de los sencillos de Warcraft fueron compuestos por Tracy W. Bush, Derek Duke, Jason Hayes, y Glenn Stafford. La edición limitada del Reign of Chaos incluía también música orquestal en una banda sonora separada. Cada raza jugable tiene su propio estilo de música: música de monacato para los humanos, ambiente y música hindú para los elfos nocturnos, tribal y épica para los Orcos, y una de rapidez y caza para los muertos vivientes. Nuevos temas se agregan en la expansión.
Una de las firmas de los juegos de Blizzard son las citas de las unidades que se hacen. Al hacer clic sobre un personaje varias veces, los mensajes que dicen son cada vez más graciosos. La unidad puede comenzar enojada con el jugador, o hace alusiones a otros juegos, películas, o bromas. Por ejemplo, después de que varios campesinos reciben varios clics éstos exclaman, "¡Ayuda! ¡Ayuda! ¡Estoy siendo reprimido!", "¿Tú, eres el rey? Bueno, yo no te he votado," y "Encontramos a una bruja". ¿Podemos quemarla?", mientras que los lacayos, "¡Es solamente una herida de la carne!", y los caballeros, " Mi color favorito es el azul... no amarillo" (My favorite color is blue... No, YELLOW!) y "Yo nunca digo Ni", mientras que las Hechiceras humanas dicen "A ver si jugamos en Battle.net" - Todas son citas de la película Monty Python and the Holy Grail. Los hechiceros hacen referencias a las películas de El Señor de los Anillos diciendo "¡Robé tu tesoro!", al igual que otras películas como Full Metal Jacket, Star Wars. Top Gun, Army of Darkness, O Brother, Where Art Thou?, Blade Runner, Batman, Star Wars Episodio V: El Imperio Contraataca, Toy Story, Wò hǔ cáng lóng, American Pie, y Flash Gordon. Juegos como Mortal Kombat, Warhammer 40,000, y Banjo-Kazooie. Además son citados, y programas televisivos como Saturday Night Live, The Twilight Zone, Iron Chef, Asterix y Obelix y Beavis and Butt-Head, también. En los créditos finales, en inglés, se puede escuchar dos citas, "And there was one time, in band camp" que se refiere a la película American Pie y seguido de un ¡Do'h!, que sería por Homero Simpson.

## Nueva Versión
En la BlizzCon 2018, del 2 de noviembre de 2018, Blizzard anunció una nueva versión de Warcraft III titulada Warcraft III: Reforged (Warcraft III: Reforjado) con personajes y gráficos remodelados con un lanzamiento para finales del año 2019

## Recepción
| Publicación   | Calificación        |
| ------------- | ------------------- |
| IGN           | 9.3/10              |
| GamePro       | 4.6/5               |
| GameSpot      | 9.3/10              |
| Game Rankings | 91% (22 revisiones) |

La recepción de Warcraft III fue positiva; el juego obtuvo un promedio de 91% en GameRankings.com, y "Aclamo universal" en MetaCritic, basados en varias revisiones. GameSpot lo notó como un similar a StarCraft, pero el agregar héroes le da al juego "un gran atractivo". El revisor también notó que Warcraft III hace que los escenarios del juego sean más interesantes y diferentes; en la mayoría de los juegos de estrategia, él observó, "el período inicial de la acumulación en tales juegos es simplemente que una raza intente conseguir las mejores unidades primero". Varios críticos afirmaron también que Blizzard finalmente logró explotar a los personajes en todas sus facetas a diferencia de los dos primeros juegos, dando a cada lado sus propias motivaciones y diferencias más allá de lo estético. IGN notó que el juego es más asequible a su jugabilidad, optando por ella en vez de un gran diseño."
Sin embargo, la crítica incluyó la inhabilidad del jugador de cambiar el destino de Arthas "yendo al lado oscuro". En Gamecritics.com se agregó, el jugador "tiene que sentarse cerca mientras que Arthas resbala dentro de locura." Otros críticos indicaron también su baja calidad en los personajes durante el juego.
De momento no se ha anunciado ningún avance de un WarCraft IV , sin embargo debido a la misma comunidad y a su ferviente deseo y gusto por el Warcraft 3 blizzard ha optado por poner todas sus fichas en Warcraft 3 Reforged, una nueva oportunidad, un rediseño del mismo juego y una posible unión con WOW, esto confirmado por blizzard en comunicados oficiales y recientes